# Bona Mangangu
 (novembre 2013).
Bona Mangangu est écrivain, peintre et photographe. Il est né le 16 février 1961 à Kinshasa, en République démocratique du Congo. Il vit et travaille à Sheffield, au Royaume-Uni.

## Biographie
Bona Mangangu passe son enfance et son adolescence à Kinshasa, au Congo. Il s'installe ensuite en France où il étudie les Lettres et l'histoire de l'art, la philosophie et les sciences de l'éducation entre 1984 et 1991.
Il s'inscrit quelques années plus tard aux Beaux-Arts à Sheffield Institute of Arts Sheffield Hallam University, au Royaume-Uni.
En 2011, après l'obtention de son diplôme de troisième cycle, il se consacre à la recherche en Histoire de l'art, à la peinture, l'écriture, la photographie et les voyages dans l'imaginaire.

## Œuvres
- Ce que disent mes mains sur la toile, Paris, l'Harmattan, 2002
- Et si la beauté de ce festin..., Paris, l'Harmattan, 2004
- Kinshasa, carnets nomades, Paris, l'Harmattan, Paris, 2006. ( Coll. " Encres noires" N.273 )
- Carnets d'Ailleurs, Paris, l'Harmattan, 2008. ( Coll. "Encres noires" N.303 )
- Hospitality Variations, Sheffield, Sheffield Hallam university press et Artelittera Paris, 2010
- Father, Son and Holy Ghost, On the dissemination of the sensible, Sheffield Institute of Arts, 2011
- Joseph Le Maure, Nerval.fr, 2013
- L'Espoir des Empreintes, SonYa Sandoz, Textes. Bona Mangangu, illustrations-Frontispice, Editions du Petit véhicule, Nantes 2013  (ISBN 978-2-84273-993-5)
- On s’est déjà vu / olemme jo tavanneet / we have already met, ouvrage collectif, Bruxelles, Éléments de langage Éditions, 2013  (ISBN 978-2-930710-02-0)
- Caravaggio, le dernier jour. Publie.net Éditions, Toulouse DL Nov 2014. ( Coll. Point vif )  (ISBN 978-2-37176-018-9)
- L'Objeu. Textes Ly-Thanh-HUE. Photographies: Bona MANGANGU. Éditions QAZAQ, Jan 2016  (ISBN 978-94-92285-24-9)
- Rubato. Bona MANGANGU : peintures. JEAN-YVES FICK: textes. Publie.net Éditions. Avril 2016. ( Coll. Portfolios)  (ISBN 978-2-37177-143-7)
- Suite Mexicaine. Bona Mangangu in Claude-Henri BARTOLI, Dans le labyrinthe de ma mémoire. Arcana éditions nomades 2015.  (ISBN 2-909905-15-2)
- Suite Mexicaine. Bona MANGANGU: Texte. Claude-Henri BARTOLI: Six gravures. Éditions QAZAQ. Mars 2016.  (ISBN 978-94-92285-32-4)
- Joseph le maure, Tekedio Editeur, oct 2016. (Coll. Ailleurs)  (ISBN 9781539498414)
- Le Songe de Leonora Carrington, Museo Leonora Carrington/Arcana Editions Nomades. Edition bilingue français/espagnol (collection Panopticon)  (ISBN 2-909905-23-3)
- Maurice, porteur de foi, Tekedio Editeur, sept 2021.  (ISBN 9798201990084)
- Le Coin des enfants, Tekedio Editeur, mai 2022.  (ISBN 979-8201083038)